# Campeonato FIBA Américas de 2001
El Campeonato FIBA Américas de 2001 fue la 10.ª edición del campeonato de baloncesto del continente americano y se celebró en Neuquén (Argentina) entre el 16 y el 27 de agosto de 2001. Este torneo, organizado por la Confederación Argentina de Básquetbol, fue clasificatorio para el Campeonato Mundial de Baloncesto de 2002 de Indianápolis, Estados Unidos. Argentina derrotó a Brasil en la final y fue el ganador del torneo, siendo el primer título de campeón continental para esta selección. 
Este torneo marcó el inicio de lo que periodísticamente se llamó La Generación Dorada de la Selección Argentina, dado que la mayoría de los componentes del plantel argentino que ganaron este campeonato luego fueron partícipes del subcampeonato mundial del 2002, del campeonato olímpico logrado en 2004 y de varios torneos mundiales y continentales en donde los albicelestes lograron medallas.

## Equipos participantes
Compitieron 10 selecciones nacionales, divididas en los siguientes grupos:
| Grupo A        | Grupo B                        |
| -------------- | ------------------------------ |
| Argentina      | Canadá                         |
| Brasil         | Islas Vírgenes Estadounidenses |
| Estados Unidos | México                         |
| Uruguay        | Panamá                         |
| Venezuela      | Puerto Rico                    |

## Primera fase

### Grupo A
| # | Equipo         | Pts | J | V | D | PF  | PC  | DP   |
| - | -------------- | --- | - | - | - | --- | --- | ---- |
| 1 | Argentina      | 8   | 4 | 4 | 0 | 409 | 303 | +106 |
| 2 | Brasil         | 7   | 4 | 3 | 1 | 396 | 342 | +54  |
| 3 | Venezuela      | 6   | 4 | 2 | 2 | 360 | 346 | +14  |
| 4 | Uruguay        | 5   | 4 | 1 | 3 | 315 | 377 | -62  |
| 5 | Estados Unidos | 4   | 4 | 0 | 4 | 323 | 435 | -112 |

16 de agosto de 2001
| Estados Unidos | 78–116 | Brasil  |  |
| Argentina      | 103–63 | Uruguay |  |

17 de agosto de 2001
| Brasil    | 92–89  | Venezuela      |
| Argentina | 108–69 | Estados Unidos |

18 de agosto de 2001
| Venezuela | 107–83 | Estados Unidos |
| Uruguay   | 67–90  | Brasil         |

19 de agosto de 2001
| Estados Unidos | 93–104 | Uruguay   |
| Argentina      | 90–73  | Venezuela |

20 de agosto de 2001
| Uruguay   | 81–91       | Venezuela |                                                                                                   |
| Argentina | 108–98 (OT) | Brasil    | (enlace roto disponible en Internet Archive; véase el historial, la primera versión y la última). |

### Grupo B
| # | Equipo                         | Pts | J | V | D | PF  | PC  | DP  |
| - | ------------------------------ | --- | - | - | - | --- | --- | --- |
| 1 | Puerto Rico                    | 8   | 4 | 4 | 0 | 427 | 368 | +59 |
| 2 | Canadá                         | 7   | 4 | 3 | 1 | 399 | 372 | +27 |
| 3 | Panamá                         | 6   | 4 | 2 | 2 | 361 | 400 | -39 |
| 4 | Islas Vírgenes Estadounidenses | 5   | 4 | 1 | 3 | 362 | 364 | -2  |
| 5 | México                         | 4   | 4 | 0 | 4 | 363 | 402 | -39 |

16 de agosto de 2001
| Canadá      | 108–97 (OT) | Islas Vírgenes Estadounidenses |
| Puerto Rico | 117–80      | Panamá                         |

17 de agosto de 2001
| México      | 106–109 | Panamá |
| Puerto Rico | 101–98  | Canadá |

18 de agosto de 2001
| Panamá | 90–88  | Islas Vírgenes Estadounidenses |
| México | 97–110 | Puerto Rico                    |

19 de agosto de 2001
| Panamá         | 82–89 | Canadá |
| Islas Vírgenes | 84–67 | México |

20 de agosto de 2001
| Canadá         | 104–92 | México      |
| Islas Vírgenes | 93–99  | Puerto Rico |

## Segunda fase
| # | Equipo                         | Pts | J | V | D | PF  | PC  | DP   |
| - | ------------------------------ | --- | - | - | - | --- | --- | ---- |
| 1 | Argentina                      | 14  | 7 | 7 | 0 | 687 | 526 | +161 |
| 2 | Brasil                         | 12  | 7 | 5 | 2 | 643 | 587 | +56  |
| 3 | Puerto Rico                    | 12  | 7 | 5 | 2 | 670 | 622 | +48  |
| 4 | Canadá                         | 11  | 7 | 4 | 3 | 649 | 620 | +29  |
| 5 | Venezuela                      | 11  | 7 | 4 | 3 | 657 | 621 | +36  |
| 6 | Panamá                         | 11  | 7 | 4 | 3 | 656 | 674 | -18  |
| 7 | Islas Vírgenes Estadounidenses | 8   | 7 | 1 | 6 | 612 | 679 | -67  |
| 8 | Uruguay                        | 7   | 7 | 0 | 7 | 523 | 689 | -166 |

21 de agosto de 2001
| Canadá      | 108–100 | Venezuela      |                                                                                                   |
| Brasil      | 94–102  | Panamá         |                                                                                                   |
| Puerto Rico | 90–70   | Uruguay        |                                                                                                   |
| Argentina   | 98–77   | Islas Vírgenes | (enlace roto disponible en Internet Archive; véase el historial, la primera versión y la última). |

22 de agosto de 2001
| Uruguay        | 77–101 | Canadá      | (enlace roto disponible en Internet Archive; véase el historial, la primera versión y la última). |
| Islas Vírgenes | 69–92  | Brasil      |                                                                                                   |
| Venezuela      | 89–98  | Puerto Rico |                                                                                                   |
| Argentina      | 115-87 | Panamá      | (enlace roto disponible en Internet Archive; véase el historial, la primera versión y la última). |

24 de agosto de 2001
| Venezuela | 91–75      | Islas Vírgenes Estadounidenses |                                                                                                   |
| Panamá    | 101–74     | Uruguay                        |                                                                                                   |
| Brasil    | 89–83 (OT) | Puerto Rico                    |                                                                                                   |
| Argentina | 85–76      | Canadá                         | (enlace roto disponible en Internet Archive; véase el historial, la primera versión y la última). |

25 de agosto de 2001
| Islas Vírgenes | 113–91 | Uruguay     |                                                                                                   |
| Panamá         | 92–106 | Venezuela   | (enlace roto disponible en Internet Archive; véase el historial, la primera versión y la última). |
| Canadá         | 69–78  | Brasil      |                                                                                                   |
| Argentina      | 95–70  | Puerto Rico | (enlace roto disponible en Internet Archive; véase el historial, la primera versión y la última). |

## Fase final
|  | Semifinales          | Semifinales          |    |                      | Final                | Final |  |
|  |                      |                      |    |                      |                      |       |  |
|  |                      |                      |    |                      |                      |       |  |
|  | 26 de agosto de 2001 |                      |    |                      |                      |       |  |
|  | Brasil               | 98                   |    |                      |                      |       |  |
|  | Puerto Rico          | 94                   |    |                      |                      |       |  |
|  |                      |                      |    |                      |                      |       |  |
|  |                      |                      |    |                      | 27 de agosto de 2001 |       |  |
|  |                      |                      |    |                      | Brasil               | 59    |  |
|  |                      | Argentina            | 78 |                      |                      |       |  |
|  |                      |                      |    |                      |                      |       |  |
|  |                      |                      |    |                      |                      |       |  |
|  |                      |                      |    |                      | Tercer lugar         |       |  |
|  | 26 de agosto de 2001 | 26 de agosto de 2001 |    | 27 de agosto de 2001 | 27 de agosto de 2001 |       |  |
|  | Argentina            | 97                   |    | Puerto Rico          | 95                   |       |  |
|  | Canadá               | 76                   |    |                      | Canadá               | 102   |  |

Argentina

Campeón

1.er título

## Clasificación final
| Pos.              | Equipo                         | Récord |
| ----------------- | ------------------------------ | ------ |
| Medalla de oro    | Argentina                      | 10-0   |
| Medalla de plata  | Brasil                         | 7-3    |
| Medalla de bronce | Canadá                         | 6-4    |
| 4                 | Puerto Rico                    | 5-4    |
| 5                 | Venezuela                      | 4-3    |
| 6                 | Panamá                         | 4-3    |
| 7                 | Islas Vírgenes Estadounidenses | 2-6    |
| 8                 | Uruguay                        | 1-7    |
| 9                 | México                         | 0-4    |
| 10                | Estados Unidos                 | 0-4    |

|  | Clasificados para el Mundial de Indianapolis 2002 |